# Strada Statale 126 Sud Occidentale Sarda
Die SS 126 Sud Occidentale Sarda ist eine Staatsstraße im Südwesten Sardiniens. Als 11,6 Kilometer lange SS 126dir führt sie zunächst von Calasetta nach Sant’Antioco auf der gleichnamigen Insel Sant’Antioco. Von dort führt sie durch die Bergbaugebiete Sulcis und Iglesiente über San Giovanni Suergiu, Carbonia und Gonnesa nach Iglesias, von wo in östlicher Richtung die Strada Statale 130 Iglesiente nach Cagliari abzweigt. Sie SS 126 führt dann in nördlicher Richtung nach Fluminimaggiore, Arbus, Guspini und Terralba weiter, um dann bei Marrubiu in der Nähe von Oristano in die autobahnähnliche Strada Statale 131 Carlo Felice zu münden. Die SS 126 führt im Nordabschnitt zwischen Iglesias und Guspini durch sehr abgelegene Gebiete und ist extrem kurvenreich.

## Weblinks

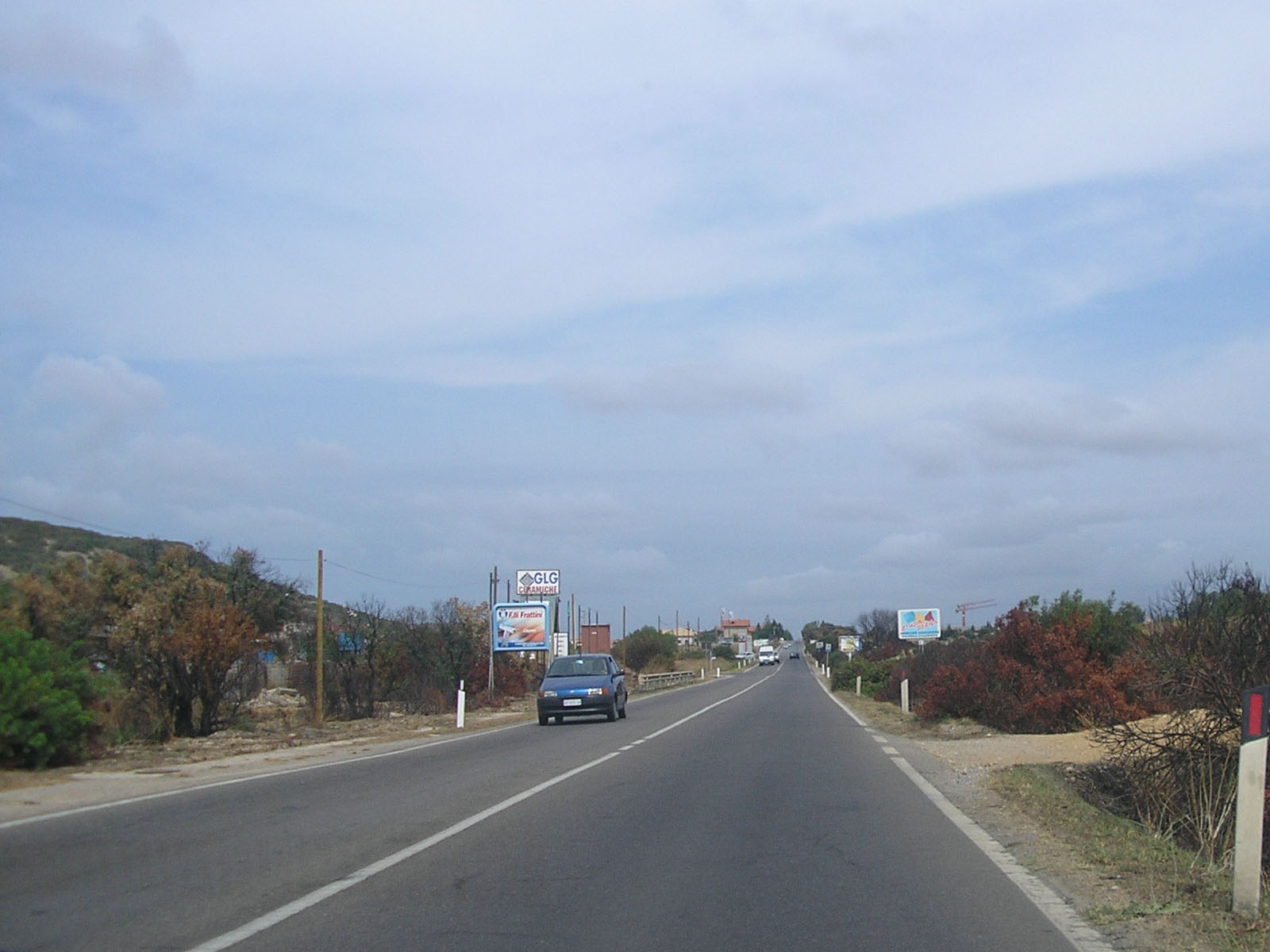
Die SS 126 bei Carbonia